# 紀元前597年
紀元前597年（きげんぜん597ねん）は、西暦（ローマ暦）による年。紀元前1世紀の共和政ローマ末期以降の古代ローマにおいては、ローマ建国紀元157年として知られていた。紀年法として西暦（キリスト紀元）がヨーロッパで広く普及した中世時代初期以降、この年は紀元前597年と表記されるのが一般的となった。

## 他の紀年法
- 干支 : 甲子
- 日本
  - 皇紀64年
  - 神武天皇64年
- 中国
  - 周 - 定王10年
  - 魯 - 宣公12年
  - 斉 - 頃公2年
  - 晋 - 景公3年
  - 秦 - 桓公7年
  - 楚 - 荘王17年
  - 宋 - 文公14年
  - 衛 - 穆公3年
  - 陳 - 成公2年
  - 蔡 - 文侯15年
  - 曹 - 文公21年
  - 鄭 - 襄公8年
  - 燕 - 宣公5年
- 朝鮮
  - 檀紀1737年
- ユダヤ暦 : 3164年 - 3165年

## できごと

### オリエント
- 新バビロニアのネブカドネザル2世がエルサレムを陥落：第１回バビロン捕囚（ - 紀元前538年）。

### 中国
- 楚軍が鄭を包囲し、鄭は楚に降った。
- 鄭の救援に出動した晋軍は、楚軍と邲で会戦して大敗した（邲の戦い）。
- 楚軍が蕭を滅ぼした。
- 晋・宋・衛・曹が清丘で同盟した。
- 宋軍が陳に侵攻し、衛が陳を救援した。